# Айо, Феликс
Статью о немецкой соул-исполнительнице см. Айо
Феликс Айо (исп. Félix Ayo; 1 июля 1933, Сестао — 24 сентября 2023) — итальянский скрипач испанского происхождения.

## Биография
Окончил консерваторию в Бильбао, затем учился в Париже и наконец у Реми Принчипе в римской Национальной академии Санта-Чечилия. В 1952 г. был одним из основателей камерного оркестра I Musici, на протяжении первых 15 лет существования оркестра был его концертмейстером и руководителем (оркестр выступает без дирижёра). В 1968—1970 гг. сконцентрировался, главным образом, на выступлениях в составе итальянского фортепианного Квартета имени Бетховена (в составе которого выступал также Марчелло Аббадо). С 1972 г. преподаёт в Национальной академии Санта-Чечилия, концертирует с различными оркестрами, с 1983 г. выступает также как дирижёр.
Наибольшее признание Айо связано с его исполнением «Времён года» Антонио Вивальди, сонат и сюит Иоганна Себастьяна Баха.
В 2003 году удостоен присуждаемой в Триесте Премии Святого Михаила за вклад в итальянскую музыку.